# MEASAT-3B
O MEASAT-3B (também conhecido por Jabiru 2) é um satélite de comunicação geoestacionário malaio construído pela EADS Astrium (posteriormente Airbus Defence and Space). Ele está localizado na posição orbital de 91 graus de longitude leste e é operado pela MEASAT. O satélite foi baseado na plataforma Eurostar-3000 e sua expectativa de vida útil é de 15 anos.

## História
A MEASAT global Berhad selecionou a Astrium em junho de 2011 para construir o novo satélite MEASAT 3B, para aumentar o seu núcleo de negócio de banda Ku na Malásia, Índia e Indonésia. O satélie foi lançado em 2014 e posicionado em 91,5 graus de longitude leste, colocalizado com o MEASAT-3 e o MEASAT-3A, o poderoso satélite MEASAT-3B mais do que dobrou a capacidade de banda Ku atual operado pela MEASAT. O acordo foi assinado por uma subsidiária da MEASAT.
O MEASAT 3B é baseado na plataforma Eurostar-3000 da Astrium e é capaz de fornecer 48 transponders em banda Ku, simultaneamente, proporcionando a MEASAT com grande capacidade e flexibilidade ao longo de três localizações geográficas distintas: Malásia, Indonésia e Índia.
O operador australiano NewSat Ltd. anunciou em fevereiro de 2012, que um número não revelado de transponders em banda Ku será comercializado como Jabiru 2.

## Lançamento
O satélite foi lançado com sucesso ao espaço no dia 09 de setembro de 2014, por meio de um veículo Ariane-5ECA lançado a partir do Centro Espacial de Kourou, na Guiana Francesa, juntamente com o satélite Optus 10. Ele tinha uma massa de lançamento de 5897 kg.

## Capacidade e cobertura
O MEASAT-3B/Jabiru 2 é equipado com 48 transponders em banda Ku para expandir a capacidade de comunicação via satélite sobre a Malásia, Indonésia, Índia e Austrália.